# Paretroplus lamenabe
Paretroplus lamenabe är en fiskart som beskrevs av Sparks 2008. Paretroplus lamenabe ingår i släktet Paretroplus och familjen Cichlidae. Inga underarter finns listade i Catalogue of Life.